# Mocho-da-floresta
Mocho-da-floresta  (Heteroglaux blewitti ou Athene blewitti) é uma espécie de ave estrigiforme pertencente à família Strigidae.